# پملا گلر
پملا گلر (انگلیسی: Pamela Geller؛ زادهٔ ۱۴ ژوئن ۱۹۵۸) نویسنده و فعال سیاسی اهل ایالات متحده آمریکا است. بیشتر شهرت او به خاطر انتقادهای او از دین اسلام است. او با مخالفت با ساخت مرکز فرهنگی اسلامی در نزدیکی محل برج‌های دوقلو در نیویورک و حمایت از مسابقه کارتون «پیامبر را نقاشی کن» در گارلند، تگزاس به شهرت رسید. او در مقالات خود ایالات متحده را از قانون شرعی اسلام تحت حمله می‌خواند.
او مؤسس مؤسسه دفاع از آزادی آمریکا به همراه رابرت اسپنسر است. این گروه توسط مرکز قانون ساترن پاورتی به عنوان یک گروه نفرت طبقه‌بندی شده‌است. دولت انگلستان نیز گلر را تحت نظر دارد و در سال ۲۰۱۳ از ورود او به انگلیس جلوگیری کرد.

## زندگی‌نامه
گلر در یک خانواده یهودی از روبن و لیلیان گلر به دنیا آمد. پدر او تاجر پارچه بود و او در هیولت هاربور در لانگ آیلند نیویورک بزرگ شد. او به پدرش در تجارت پارچه کمک می‌کرد، جایی که او آموخت زبان اسپانیایی را روان صحبت کند. او سه خواهر دارد. دو خواهر وی دکتر و خواهر سوم وی معلم شد. او بعد از اتمام دبیرستان وارد دانشگاه هوفسترا شد ولیکن موفق نشد این دوره را تمام کند. او در سال ۱۹۹۰ با مایکل اوشری ازدواج کرد و در سال ۲۰۰۷ از او جدا شد. او مادر چهار فرزند دختر است. از آوریل ۲۰۱۳، وی در هیولت نیویورک زندگی می‌کند.

## مشاغل
گلر در دهه ۱۹۸۰ در نیویورک دیلی نیوز کار می‌کرد و از سال ۱۹۸۹ تا ۱۹۹۴ در روزنامه نیویورک دیلی آبزرور مشغول به کار بود. گلر خود در مصاحبه با ویلج ویس اظهار کرده‌است که فعالیت سیاسی او بعد از حملات ۱۱ سپتامبر آغاز شد. او شروع به نوشتن وبلاگی به نام اطلس شراگز کرد. او در سال ۲۰۰۶ بعد از اینکه کاریکاتورهای محمد در روزنامه یولاندز پستن را چاپ کرد مشهور شد. در سال ۲۰۱۰ او مؤسسه دفاع از آزادی آمریکا را به همراه رابرت اسپنسر ایجاد کرد. در سال ۲۰۱۳ لیگ دفاع یهودی کانادا او را به تورونتو دعوت کرد. او در مرکز صهیونیسم تورونتو به سخنرانی پرداخت.

## آثار

### کتاب‌ها
- مقام ریاست جمهوری آمریکا: پملا گلر، با رابرت اسپنسر، مقدمه توسط سفیر (سابق) جان آر. بولتون، (سایمون اند شوستر، ژوئیه ۲۰۱۰) شابک ‎۹۷۸۱۴۳۹۱۸۹۳۰۶
- توقف اسلام‌گرایی از آمریکا: یک راهنمای عملی برای مقاومت. ۲۰۱۱ شابک ‎۹۷۸۱۹۳۶۴۸۸۳۶۰
- آزادی یا تسلیم‌شدن: در معرض خطر افراط گرایی اسلامی وعزت آمریکا، پملا گلر، ۳ آوریل ۲۰۱۳ شابک ‎۹۷۸۱۴۸۴۰۱۹۶۵۸
- فتوا: شکار شده در آمریکا، پملا گلر، (کتاب‌های خطرناک)، ۱ نوامبر ۲۰۱۷ شابک ‎۹۷۸۱۹۴۷۹۷۹۰۰۰